# Решетняков
Реше́тняков — хутор в Милютинском районе Ростовской области.
Входит в состав Маньково-Березовского сельского поселения.

## Население
| 2010 |
| ---- |
| 167  |

## Улицы
- ул. Придорожная,
- ул. Речная,
- ул. Центральная,
- пер. Речной.